# González (kommun i Mexiko)
González är en kommun i Mexiko.   Den ligger i delstaten Tamaulipas, i den centrala delen av landet, 400 km norr om huvudstaden Mexico City. Administrativ huvudort i kommunen är Gonzáles, medan Ursulo Galván är kommunens största stad.
Följande samhällen finns i González:
- Gonzáles, Tamaulipas
- Gustavo A. Madero
- Ursulo Galván
- Adolfo Ruiz Cortines
- Atizapán de Zaragoza
- Nuevo Quintero
- El Centauro
- Tamaholipa
- San Antonio Nogalar
- Gustavo Díaz Ordaz